# Legione carabinieri "Toscana"
La Legione carabinieri "Toscana" è una unità militare dell'Arma dei Carabinieri costituita a Firenze il 1º settembre 1992, come Comando Regione, in conseguenza del modello ordinativo che sopprimeva le Legioni e le Brigate territoriali.
Per effetto di tale ristrutturazione vennero così soppresse la VI Brigata carabinieri di Firenze, la Legione carabinieri di Firenze e la Legione carabinieri di Livorno.
Nel 2009 assume l'attuale denominazione.
Nella storia dei carabinieri in Toscana l'evento rilevante fu il trasferimento della capitale del Regno d'Italia da Torino a Firenze, con il conseguente trasferimento del Comitato dell'Arma (l'odierno Comando Generale).

## Storia

### Nel Granducato di Toscana

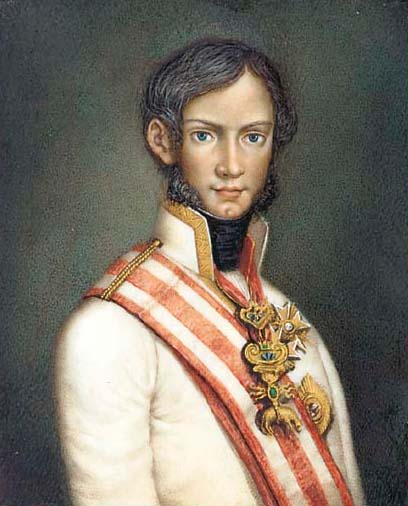
Leopoldo II, ultimo granduca di Toscana

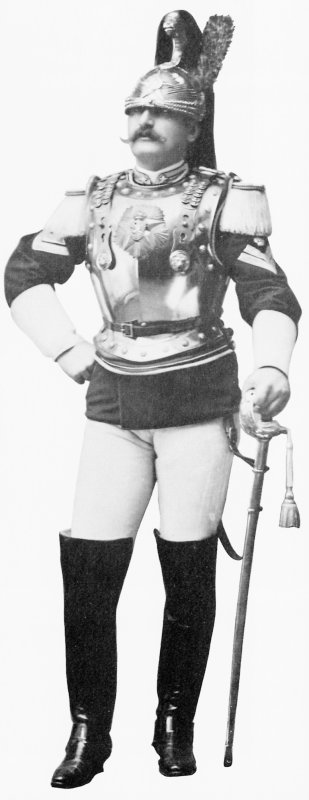
Corazziere in uniforme di fine Ottocento

Nel 1835 Leopoldo II di Toscana (degli Asburgo-Lorena) aveva disposto la costituzione di un battaglione di carabinieri del Granducato di Toscana "destinati a prevenire e reprimere i delitti, ad assicurare l'osservanza delle leggi, a mantenere il buon ordine nell'interno ed a proteggere l'esazione dei diritti Regii".
Nel 1845 il battaglione viene ristrutturato ed elevato a Corpo dei reali carabinieri, dotato di una regolamentazione sicuramente ispirata a quella dell'omologo corpo del Regno di Sardegna. Per il ruolo che il governo granducale conferì ai suoi carabinieri, questi vennero a trovarsi in una posizione di tutto rilievo anche durante i moti del '48.
Tuttavia alcuni incidenti verificati nel corso dei tumulti a Livorno indussero il Governo a sciogliere il Corpo riorganizzandolo nel novembre del 1848 con il nome di  "Veliti". In questo ruolo gli ex carabinieri granducali assistono nel 1849 alla fuga ed al successivo rientro di Leopoldo II.

#### La gendarmeria
Il granduca, riassunti i poteri, liquidò i  "Veliti" e stabiliva che «la forza destinata pel servizio politico della Toscana è denominata "Gendarmeria Imperiale Reale"»'. In tale Corpo, organizzato però sul modello austriaco, confluirono tutti quelli che aveva prestato servizio nei carabinieri granducali. Nel 1855 la Gendarmeria granducale fu strutturata in uno stato maggiore ed uno stato minore con due battaglioni ciascuno su sei capitani in prima, due capitani in seconda, otto tenenti e otto sottotenenti, otto sergenti maggiori e sessantaquattro sergenti, novantasei caporali, centoquaranta gendarmi montati, diciotto smontati, quattro trombettieri e sei domestici. I due battaglioni avevano sede a Firenze e a Livorno e le compagnie a Firenze (2), Pistoia, Siena e Livorno, Pisa, Lucca e Grosseto.
Nel 1859, con la guerra franco-piemontese all'Austria e l'insurrezione di Firenze del 27 aprile, il granduca Leopoldo II lascia definitivamente il suo regno

### Nel regno di Sardegna
Insediatosi il Governo provvisorio, così come già praticato in Lombardia, nei ducati di Modena e Parma, nelle Legazioni pontificie, viene inviato a Firenze il maggiore dei Reali carabinieri piemontesi Filippo Ollandini con l'incarico di assicurare l'ordine pubblico, collaborando con la gendarmeria, costituendo localmente comandi territoriali dell'Arma.
Fu così che il 12 giugno 1859 il maggiore Ollandini fece approvare un provvedimento per uniformare la Gendarmeria ai Carabinieri, ponendola alle dipendenze del Ministero della Guerra del Regno di Sardegna, per le operazioni militari, e dell'Interno per i compiti di ordine pubblico.
Tuttavia con gli accordi dell'11 agosto tra Francia, regno di Sardegna ed Austria il commissario regio sabaudo lascia Firenze dove l'autorità passa al barone Bettino Ricasoli che volendo mantenere tranquillo l'assetto dello Stato rivolge ai Carabinieri toscani un proclama con cui li invita a restare al proprio posto in quanto "la causa dell'ordine è per noi la causa della libertà e dell'indipendenza nazionale". Il Governo di Torino decide di lasciare comunque a Firenze il generale De Cavero reggente il Ministero, il maggiore Ollandini comandante della gendarmeria ed il maggiore Biscossi governatore di Livorno.
È il 16 gennaio 1860 quando viene istituita a Firenze dal Governo sardo una divisione dei carabinieri, come distaccamento del Corpo piemontese, cui seguirà l'istituzione delle divisioni di Livorno e Siena che assorbiranno i reparti dei carabinieri toscani, dei gendarmi, delle guardie nazionali e locali. La Legione dei carabinieri in Toscana ebbe come primo comandante l'Ollandini nel frattempo promosso colonnello.

### Nel regno d'Italia
Il 24 gennaio 1861 il Corpo dei Carabinieri divenne Arma del Regio esercito italiano e venne strutturata su tredici Legioni Territoriali. Firenze fu la 6^ con una forza organica di 42 ufficiali e 1.395 tra sottufficiali, carabinieri a piedi e a cavallo.

#### Con Firenze capitale
Dopo il trasferimento della capitale d'Italia da Torino a Firenze, con il Regio Decreto del 6 giugno 1866 il Comitato (Comando Generale) dell'Arma dei Carabinieri Reali viene trasferito a Firenze, occupando un'ala del Monastero di Santa Maria in Candeli ove oggi ha sede la Scuola Marescialli e Brigadieri Carabinieri. Nell'agosto dello stesso anno sarà chiamato a presiedere l'organismo di vertice dell'Arma, il Comitato, in comandante dei Cavalleggeri di Sardegna, il Luogotenente generale Antonio Massidda.
Il fu anche la premessa per un altro evento importante per l'Arma dei Carabinieri: la creazione del Corpo dei Corazzieri.
Il Corpo dei Corazzieri si costituì in Firenze il 7 febbraio 1868,  allorché vennero riuniti 80 carabinieri a cavallo, provenienti dalle Legioni di Firenze, Milano e Bologna, con il compito di fare da scorta d'onore al corteo reale, all'ingresso della principessa Margherita di Savoia, mentre si recava al matrimonio con il principe ereditario Umberto.
Quando il corpo fu costituito, aveva in organico un capitano comandante, 4 ufficiali, 9 sottufficiali e 69 carabinieri.
La denominazione del Corpo mutò più volte: Corazzieri, Guardie d'onore di Sua Maestà, Drappello Guardie di Sua Maestà, Squadrone Carabinieri Guardie del Re. La sua permanenza a Firenze durò sino al 1871, momento in cui la capitale passò a Roma e con essa anche i Corazzieri.
Con il riordino dei Carabinieri Reali del 18 luglio 1870 la Legione di Firenze contava 45 ufficiali, seconda solo a Torino che ne aveva 46, e ben 3.244 unità di Bassa Forza.

#### Dall'inizio del XX secolo
Nel 1917, a seguito di un forte aumento dell'organico, venne istituito un livello intermedio tra il Comando Generale e le Legioni: il Gruppo di Legioni, uno dei quali venne posto in Firenze.
Nel 1920 furono organizzati 18 Battaglioni mobili autonomi "per fronteggiare in via immediata esigenze di sicurezza dello Stato e ordine pubblico" e uno di questi venne istituito a Firenze. I Battaglioni, forti di 750 uomini, dovevano concorrere con le Legioni territoriali nei servizi di ordine pubblico e di pubblica sicurezza.
Nel 1936 i Gruppi di Legioni furono trasformati in Ispettorati di zona e poi in Brigate. E Firenze fu la sede della III Brigata. Ad essa facevano capo le Legioni di Firenze, Livorno, Bologna e Ancona.
Nel 1945, al termine della seconda guerra mondiale, si ebbe un ennesimo riassetto dell'organizzazione dell'Arma. A Firenze era assegnata la sede del 2º Raggruppamento di Battaglioni mobili, dipendente dalla 2ª Divisione "Podgora" di Roma.

### Nella Repubblica
Con la nascita della Repubblica nel 1946 furono ripristinate le legioni. 
Nel 1963 fu costituita la XI Brigata Carabinieri Meccanizzata ed i Battaglioni vennero riunificati sotto un unico comando.
Nel 1969 la III Brigata era divenuta la V con alle dipendenze le Legioni di Firenze, Livorno e Perugia.
Il 1º settembre 1992 viene costituita La Regione Carabinieri "Toscana" unificando la V Brigata e le Legioni di Firenze e Livorno.
Dal 1º luglio 2009 a seguito della loro reintroduzione la Regione prende la denominazione di "Legione Carabinieri Toscana".

## Organizzazione e competenza territoriale
Il Comando della Regione è dislocato nelle caserme "Antonio Baldissera"  e "Vittorio Tassi" entrambe situate nel centro della città del capoluogo ove ha sede anche il 6º Battaglione carabinieri "Toscana".
La Regione carabinieri "Toscana" , la cui giurisdizione coincide con quella della omonima regione amministrativa, è il Comando di corpo dell'Arma dei Carabinieri avente competenza su tutti i comandi territoriali dislocati nelle 10 provincie. Con le regioni carabinieri Lazio, Marche, Umbria e Sardegna fa parte del Comando interregionale carabinieri "Podgora" di Roma.
Il 5 giugno 2009 il Comando Regione è stato ridenominato Comando legione carabinieri "Toscana".

## Struttura di comando
La Legione carabinieri "Toscana", comandata da un generale di divisione / generale di brigata, che si avvale di un vicecomandante, è strutturata su uno Stato Maggiore che dispone di un Ufficio personale, un Ufficio OAIO, un Ufficio logistico, un Reparto comando, un Servizio amministrativo diretto da un ufficiale superiore ed un Ufficio di assistenza spirituale affidato ad un Cappellano militare.
Dal comando di regione dipendono i dieci comandi provinciali, uno per ogni capoluogo di provincia, retti da Generali di Brigata o Colonnelli o Tenenti Colonnelli. Questi comandi hanno a disposizione organi investigativi e centrali operative che gestiscono il pronto intervento (112) sul territorio e coordinano le attività di tutti i reparti e unità che operano nella provincia.
Dai comandi provinciali dipendono le Compagnie, comandate da capitani o maggiori, che dispongono dei Nuclei operativi e radiomobili  e di proprie centrali operative. Dalle compagnie dipendono, capillarmente presenti sul territorio, le Tenenze e le Stazioni, comandate rispettivamente da tenenti o sottotenenti e luogotenenti o marescialli. Le tenenze sono competenti su un solo comune con un numero elevato di abitanti (nel 2015 sono state elevate a tenenza le stazioni di Pontassieve e Sansepolcro, quest'ultima rimodulata in stazione nel 2017 a seguito della ricostituzione della Compagnia di Sansepolcro).
Fanno unoltre parte della Legione carabinieri "Toscana" anche la Sezione carabinieri a cavallo di Firenze, il Centro carabinieri cinofili di Firenze, i Nuclei cinofili di Firenze e di Pisa, gli Artificieri antisabotaggio, i Laboratori di sostanze stupefacenti (LASS), il Servizio navale che impiega le motovedette dislocate sul litorale e nelle isole toscane ed i Servizi investigazioni scientifiche (SIS).

## I reparti speciali
Sempre in Toscana sono dislocati reparti specializzati composti da personale in possesso di particolari attitudini in grado di sviluppare sul territorio specifiche attività operative, posti alle dipendenze di Comandi di corpo ubicati in Roma ed aventi competenza a livello nazionale.
Essi sono rappresentati dal Nucleo elicotteri carabinieri di Pisa, dalla Sezione anticrimine di Firenze, del Nucleo Antisofisticazioni e Sanità (NAS), del Nucleo carabinieri tutela patrimonio culturale di Firenze, dai Nuclei operativi ecologici, dai Nuclei carabinieri ispettorato del lavoro e dai Nuclei carabinieri Banca d'Italia.
La Regione Toscana ospita nel suo importante e vasto territorio anche reparti di altre organizzazioni dell'Arma dei Carabinieri: infatti l'Organizzazione addestrativa dispone della prestigiosa Scuola Marescialli e Brigadieri Carabinieri a Firenze sin dal 1º marzo 1920 mentre lOrganizzazione mobile e speciale è presente a Livorno con il comando della 2ª Brigata Mobile Carabinieri ,che inquadra i reparti di proiezione nelle operazioni militari all'estero, il 1º Reggimento carabinieri paracadutisti "Tuscania" , costituito nel 1940, il Gruppo di intervento speciale (GIS) ed il 6º Battaglione carabinieri "Toscana".

## I comandanti
Dal 1º settembre 1992 si sono succeduti nel comando della Grande unità i generali Ercole Rocchetti, Augusto Zorli, Giuseppe Gemma, Benito Sergio Boscarato, Massimo Cetola, Nicolino D'Angelo, Tullio Del Sette, Roberto Rosi, Ugo Zottin, Riccardo Amato, Alberto Mosca , Giovanni Nostri e 
Emanuele Saltalamacchia.
Dal 2016 al 2019 il Colonnello Ruggiero Capodivento assume la carica di Capo di Stato Maggiore della Legione Toscana. Assume contemporaneamente, nel 2019, il Comando del reggimento Multinational Specialized Unit. Al ritorno, nel 2020 lascia la carica per ricoprire quella di Vice Comandante della Legione.
Dal 24 novembre 2017 il Comandante della Legione carabinieri Toscana è il Generale di brigata Nicola Massimo Masciulli. Dal 10 settembre 2020 subentra il Generale di brigata Pierangelo Iannotti.